# Acanthistius fuscus
Acanthistius fuscus là một loài cá biển thuộc chi Acanthistius trong họ Cá mú. Loài này được mô tả lần đầu tiên vào năm 1913.

## Phân bố và môi trường sống
A. fuscus có phạm vi phân bố ở vùng biển Đông Nam Thái Bình Dương. Loài này chỉ được tìm thấy tại đảo Phục Sinh và đảo Salas y Gómez (đều thuộc chủ quyền của Chile).

## Mô tả
A. fuscus trưởng thành có chiều dài cơ thể tối đa đo được là 40 cm.
Số gai ở vây lưng: 13; Số tia vây mềm ở vây lưng: 14 - 15; Số gai ở vây hậu môn: 3; Số tia vây mềm ở vây hậu môn: 8 - 9; Số gai ở vây bụng: 1; Số tia vây mềm ở vây bụng: 5.